# 勒特龙克
勒特龙（法語：Le Troncq，法語發音：[lə tʁɔ̃k]）是法国厄尔省的一个市镇，属于埃夫勒区。该市镇总面积4.59平方公里，2009年时的人口为152人。

## 人口
勒特龙人口变化图示